# Мазельхайм
Мазельхайм (нем. Maselheim) — община в Германии, в земле Баден-Вюртемберг. 
Подчиняется административному округу Тюбинген. Входит в состав района Биберах.  Население составляет 4373 человека (на 31 декабря 2010 года). Занимает площадь 47,03 км².
Коммуна подразделяется на 4 сельских округа.

## Фотографии

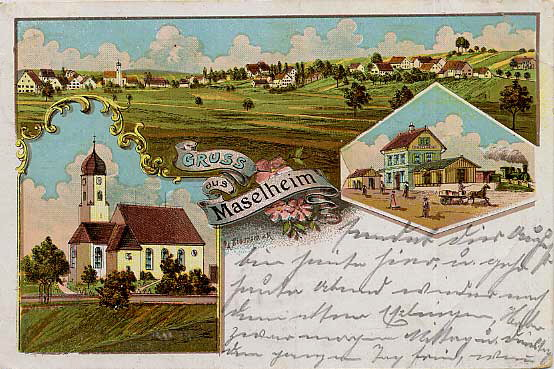
Вокзал
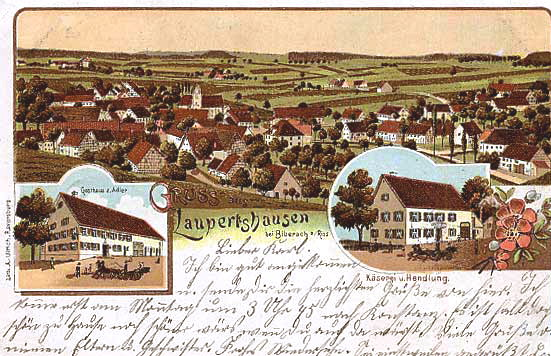
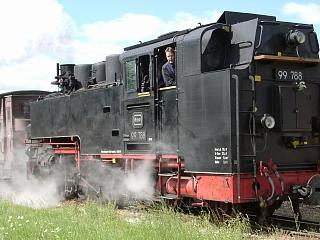